# Phacelocarpus
Phacelocarpus nom. cons., rod crvenih algi smještenih u vlastitu porodicu Phacelocarpaceae, dio reda Gigartinales. Postoji deset priznatih vrsta

## Vrste
1. Phacelocarpus alatus Harvey
2. Phacelocarpus apodus J.Agardh
3. Phacelocarpus complanatus Harvey
4. Phacelocarpus japonicus Okamura
5. Phacelocarpus neurymenioides A.D.R.N'Yeurt, D.W.Keats & R.E.Norris
6. Phacelocarpus oligacanthus Kützing
7. Phacelocarpus peperocarpos (Poiret) M.J.Wynne, Ardré & P.C.Silva
8. Phacelocarpus sessilis Harvey
9. Phacelocarpus tortuosus Endlicher & Diesing - tipična
10. Phacelocarpus tristichus J.Agardh